# Пекари (гміна Сульмежице)
Пекари (пол. Piekary) — село в Польщі, у гміні Сульмежиці Паєнчанського повіту Лодзинського воєводства.
Населення — 274 особи (2011).
У 1975-1998 роках село належало до Пйотрковського воєводства.

## Демографія
Демографічна структура станом на 31 березня 2011 року:
|          | Загалом | Допрацездатний вік | Працездатний вік | Постпрацездатний вік |
| -------- | ------- | ------------------ | ---------------- | -------------------- |
| Чоловіки | 127     | 18                 | 90               | 19                   |
| Жінки    | 147     | 27                 | 79               | 41                   |
| Разом    | 274     | 45                 | 169              | 60                   |